# Società Sportiva Atletico Catania 1995-1996
Questa voce raccoglie le informazioni riguardanti la Società Sportiva Atletico Catania nelle competizioni ufficiali della stagione 1995-1996.

## Rosa
| N. |                   | Ruolo | Calciatore            |
| -- | ----------------- | ----- | --------------------- |
|    | Italia (bandiera) | A     | Leonardo Aiello       |
|    | Italia (bandiera) | D     | Simone Airoldi        |
|    | Italia (bandiera) | D     | Cristiano Babuin      |
|    | Italia (bandiera) | C     | Vincenzo Berti        |
|    | Italia (bandiera) | D     | Fabio Bonadei         |
|    | Italia (bandiera) | C     | Ignazio Caccamo       |
|    | Italia (bandiera) | C     | Luciano Gianluca Calì |
|    | Italia (bandiera) | A     | Gaetano Calvaresi     |
|    | Italia (bandiera) | D     | Michele Cataldi       |
|    | Italia (bandiera) | D     | Filippo Cavataio      |
|    | Italia (bandiera) | C     | Bruno Conca           |
|    | Italia (bandiera) | C     | Vincenzo De Bellis    |
|    | Italia (bandiera) | C     | Loris Del Nevo        |
|    | Italia (bandiera) | D     | Pietro De Sensi       |
|    | Italia (bandiera) | P     | Nicola Dibitonto      |
|    | Italia (bandiera) | D     | Andrea Di Cintio      |
|    | Italia (bandiera) | A     | Francesco Di Pasquale |

| N. |                   | Ruolo | Calciatore             |
| -- | ----------------- | ----- | ---------------------- |
|    | Italia (bandiera) | D     | Giovanni Freschi       |
|    | Italia (bandiera) | D     | Santo Gianguzzo        |
|    | Italia (bandiera) | A     | Antonino Gulino        |
|    | Italia (bandiera) | D     | Pietro Infantino       |
|    | Italia (bandiera) | C     | Giorgio Lucenti        |
|    | Italia (bandiera) | A     | Vittorio Emanuele Lupo |
|    | Italia (bandiera) | A     | Umberto Marino         |
|    | Italia (bandiera) | C     | Santo Matinella        |
|    | Italia (bandiera) | C     | Marco Moro             |
|    | Italia (bandiera) | C     | Gianluca Musumeci      |
|    | Italia (bandiera) | C     | Matteo Rossi           |
|    | Italia (bandiera) | C     | Angelo Sandri          |
|    | Italia (bandiera) | C     | Sirio Silvestri        |
|    | Italia (bandiera) | A     | Orazio Sorbello        |
|    | Italia (bandiera) | C     | Carlo Troscè           |

## Risultati

### Campionato

#### Girone di andata
| 27 agosto 1995 1ª giornata | Atletico Catania | 1 – 0 | Sora |  |

| 3 settembre 1995 2ª giornata | Lecce | 2 – 0 | Atletico Catania |  |

| 10 settembre 1995 3ª giornata | Atletico Catania | 2 – 3 | Siena |  |

| 17 settembre 1995 4ª giornata | Atletico Catania | 1 – 2 | Gualdo |  |

| 24 settembre 1995 5ª giornata | Casarano | 1 – 1 | Atletico Catania |  |

| 1º ottobre 1995 6ª giornata | Atletico Catania | 1 – 0 | Castel di Sangro |  |

| 8 ottobre 1995 7ª giornata | Chieti | 2 – 0 | Atletico Catania |  |

| 15 ottobre 1995 8ª giornata | Atletico Catania | 0 – 0 | Savoia |  |

| 22 ottobre 1995 9ª giornata | Nola | 1 – 0 | Atletico Catania |  |

| 29 ottobre 1995 10ª giornata | Atletico Catania | 0 – 0 | Acireale |  |

| 12 novembre 1995 11ª giornata | Juventus Stabia | 0 – 0 | Atletico Catania |  |

| 19 novembre 1995 12ª giornata | Atletico Catania | 1 – 1 | Ascoli |  |

| 26 novembre 1995 13ª giornata | Ischia Isolaverde | 0 – 1 | Atletico Catania |  |

| 3 dicembre 1995 14ª giornata | Trapani | 0 – 0 | Atletico Catania |  |

| 10 dicembre 1995 15ª giornata | Atletico Catania | 1 – 1 | Lodigiani |  |

| 17 dicembre 1995 16ª giornata | Nocerina | 0 – 0 | Atletico Catania |  |

| 30 dicembre 1995 17ª giornata | Atletico Catania | 0 – 0 | Turris |  |

#### Girone di ritorno
| 7 gennaio 1996 18ª giornata | Sora | 1 – 0 | Atletico Catania |  |

| 14 gennaio 1996 19ª giornata | Atletico Catania | 2 – 0 | Lecce |  |

| 28 gennaio 1996 20ª giornata | Siena | 1 – 1 | Atletico Catania |  |

| 4 febbraio 1996 21ª giornata | Gualdo | 0 – 0 | Atletico Catania |  |

| 18 febbraio 1996 22ª giornata | Atletico Catania | 3 – 0 | Casarano |  |

| 25 febbraio 1996 23ª giornata | Castel di Sangro | 0 – 0 | Atletico Catania |  |

| 3 marzo 1996 24ª giornata | Atletico Catania | 2 – 0 | Chieti |  |

| 10 marzo 1996 25ª giornata | Savoia | 2 – 1 | Atletico Catania |  |

| 24 marzo 1996 26ª giornata | Atletico Catania | 1 – 0 | Virtus Nola |  |

| 31 marzo 1996 27ª giornata | Acireale | 1 – 2 | Atletico Catania |  |

| 7 aprile 1996 28ª giornata | Atletico Catania | 2 – 2 | Juventus Stabia |  |

| 14 aprile 1996 29ª giornata | Ascoli | 0 – 1 | Atletico Catania |  |

| 21 aprile 1996 30ª giornata | Atletico Catania | 2 – 1 | Ischia Isolaverde |  |

| 5 maggio 1996 31ª giornata | Atletico Catania | 1 – 0 | Trapani |  |

| 12 maggio 1996 32ª giornata | Lodigiani | 1 – 1 | Atletico Catania |  |

| 19 maggio 1996 33ª giornata | Atletico Catania | 0 – 2 | Nocerina |  |

| 26 maggio 1996 34ª giornata | Turris | 0 – 0 | Atletico Catania |  |